# Bistum Morondava
Das Bistum Morondava (lat.: Dioecesis Miarinarivensis) ist eine in Madagaskar gelegene römisch-katholische Diözese mit Sitz in Morondava.

## Geschichte
Papst Pius XI. gründete die Apostolische Präfektur Morondava am 8. Januar 1938 aus Gebietsabtretungen der Apostolische Vikariate Fianarantsoa, Mahajanga und Antananarivo.
Mit der Apostolischen Konstitution Dum tantis wurde es am 14. September 1955 zum Bistum erhoben, das dem Erzbistum Fianarantsoa als Suffraganbistum unterstellt wurde. Einen Teil seines Territoriums verlor es am 25. April 1960 zugunsten der Errichtung des Bistums Morombe. Am 3. Dezember 2003 wurde es Teil der Kirchenprovinz Toliara.
Am 8. Februar 2017 gab es Gebietsanteile im Umfang von zwei Pfarreien zur Errichtung des Bistums Maintirano ab.

## Ordinarien

### Apostolische Präfekten von Morondava
- Joseph-Paul Futy MS (21. Januar 1938 – 13. Februar 1947, dann Apostolischer Vikar von Antsirabé)
- Stefano Garon MS (4. Juli 1947–1954)

### Bischöfe von Morondava
- Paul Joseph Girouard MS (30. Dezember 1954 – 20. Februar 1964)
- Bernard Charles Ratsimamotoana MS (29. September 1964 – 8. August 1998)
- Donald Joseph Leo Pelletier MS (15. Oktober 1999 – 26. Februar 2010)
- Marie Fabien Raharilamboniaina OCD (seit 26. Februar 2010)

## Statistik
| Jahr | Bevölkerung | Bevölkerung | Bevölkerung | Priester     | Priester         | Priester       | Priester               | Ständige Diakone | Ordensleute  | Ordensleute      | Pfarreien |
| Jahr | Katholiken  | Einwohner   | %           | Gesamtanzahl | Diözesanpriester | Ordenspriester | Katholiken je Priester | Ständige Diakone | Ordensbrüder | Ordensschwestern | Pfarreien |
| ---- | ----------- | ----------- | ----------- | ------------ | ---------------- | -------------- | ---------------------- | ---------------- | ------------ | ---------------- | --------- |
| 1950 | 20.553      | 212.000     | 9,7         | 10           |                  | 10             | 2.055                  |                  |              | 8                |           |
| 1970 | 22.080      | 226.225     | 9,8         | 21           | 2                | 19             | 1.051                  |                  | 26           | 19               | 3         |
| 1980 | 24.800      | 234.000     | 10,6        | 15           |                  | 15             | 1.653                  |                  | 21           | 35               | 4         |
| 1990 | 32.150      | 262.000     | 12,3        | 21           | 1                | 20             | 1.530                  |                  | 27           | 36               | 4         |
| 2000 | 37.100      | 435.870     | 8,5         | 22           | 2                | 20             | 1.686                  |                  | 27           | 51               | 5         |
| 2004 | 41.620      | 460.200     | 9,0         | 32           | 2                | 30             | 1.300                  |                  | 37           | 64               | 6         |
| 2017 | 56.692      | 675.000     | 8,4         | 60           | 15               | 45             | 945                    |                  | 8            | 150              | 21        |
| 2021 | 78.798      | 911.210     | 8,6         | 59           | 10               | 49             | 1.335                  |                  | 83           | 185              | 27        |